# Vinacomin
Vinacomin (anagramme de Vi etnam National Coal and Mineral Industries), (en vietnamien : Tập Đoàn Công nghiep Than và Khoang Sản Việt Nam, en abrégé TKV) est une société minière vietnamienne dont le siège est à Hanoï au Viêt Nam.

## Présentation
Le conglomérat industriel est spécialisé dans l'extraction de charbon et de minéraux.
Vinacomin opère dans de nombreux secteurs différents, tels que l'exploitation, la transformation et la vente de charbon, la production d'explosifs et de ciment, la construction navale, la construction automobile, le tourisme, l'hôtellerie, la finance, les services et la production d'électricité dans les centrales thermiques, y compris la centrale thermique de Cao Ngan (où le principal contractant est la société chinoise Harbin Electric) et la centrale thermique de Na Duong (où le principal contractant est l'entreprise japonaise Marubeni). 
Vinacomin possède actuellement cinq mines à ciel ouvert d'une capacité annuelle de plus de 2 millions de tonnes: Cao Son, Deo Nai, Coc 6, Ha Tu et Nui Beo. 
Elle possède également 15 autres mines à ciel ouvert d'une capacité de traitement de 100 000 tonnes à 1 million de tonnes par an.

## Histoire
Vinacomin a été créé sous le nom de Vietnam Coal Corporation (Vinacoal) par la fusion de toutes les sociétés vietnamiennes d'exploitation et de transformation du charbon.

## Actionnariat
le conglomérat Vinacom a de nombreuses coentreprises cotées à la bourse de Hanoï:
| Code | Société                                 |
| ---- | --------------------------------------- |
| NBC  | Vinacomin - Nui Beo Coal Joint Stock Co |
| TDN  | Vinacomin - Deonai coal JSC             |
| TMB  | Vinacomin northern coal trading JSC     |
| HLC  | Ha Lam - Vinacomin coal JSC             |
| THT  | Vinacomin - Ha Tu coal JSC              |
| CTT  | Vinacomin machinery JSC                 |
| TCS  | Vinacomin - CaoSon coal JSC             |
| TC6  | Vinacomin - Coc Sau coal JSC            |
| MDC  | Vinacomin - Mong Duong coal JSC         |
| TVD  | Vinacomin - Vang Danh coal JSC          |
| CLM  | Vinacomin coal import export JSC        |